# レジー・ブラウン (ラインバッカー)
レジー・ブラウン（Reggie Brown 1974年9月28日- ）はテキサス州オースティン出身のアメリカンフットボール選手。NFLのデトロイト・ライオンズで1996年、1997年とプレーした。ポジションはラインバッカー。

## 経歴
未婚の母が17歳の時に生まれた。ブラウンは母方の祖父の姓、レジーは祖父の名前である。高校入学後、当初ガードとして育てられていたが、雨の日の体育館でダンクシュートを決めた彼を見てコーチはスキルポジションであるタイトエンドへ彼をコンバートした。オフシーズンには砲丸投やリレー走、短距離走などを行った。高校2年の時、テキサス工科大学からリクルーティングを受けた。高校3年次の1990年、彼はウィッシュボーン隊形でフルバックとして起用された。テキサス工科大学以外にテキサス大学、オクラホマ大学、ネブラスカ大学からもオファーを受けたが彼はテキサス農工大学へ進学した。大学では4年間先発出場し、サウスウェスト・カンファレンスのファーストチームにも選ばれている。
1996年のNFLドラフト1巡全体17位でデトロイト・ライオンズに指名されて入団した。契約が難航しキャンプへの合流が遅れた彼はひざの故障もあり、最初の5試合ともう1試合を欠場したものの、残り10試合に先発出場した。
1997年にはウィークサイドラインバッカーとして起用された。この年、彼はチーム2位の157タックルをあげ、クリス・チャンドラー、ブレット・ファーヴのパスをインターセプトし、共にタッチダウンをあげた。ライオンズのディフェンスの選手が1シーズンに2インターセプトリターンTDをあげたのは、1974年のレビ・ジョンソン以来のことであった。
1997年の第17週、ニューヨーク・ジェッツ戦で相手ハーフバックのエイドリアン・マレルにタックルした際に脊髄損傷を負った。彼はこのプレーで意識不明となり、17分間ポンティアック・シルバードームの人工芝の上に横たわった。心肺蘇生法により彼の命は助かり、緊急手術によって車椅子で今後の生活が送られるようになった。

## 家族
未婚の母から生まれた。弟のマイケル・ジョンソンもNFL入りし、ニューヨーク・ジャイアンツでプレーしている。ポジションはセイフティ。